# Z 21 Wilhelm Heidkamp
Z 21 Wilhelm Heidkamp war eines von sechs Schiffen der Klasse Zerstörer 1936 der Kriegsmarine.

## Geschichte

### Indienststellung
Der Zerstörer wurde wie die anderen seiner Klasse am 6. Januar 1936 bei der Deschimag in Bau gegeben. Beim Stapellauf am 20. August 1938 auf der Werft AG Weser erhielt er den Namen Z 21 Wilhelm Heidkamp. Die Namensgebung des Schiffes erfolgte in Erinnerung an Obermaschinistenmaat Wilhelm Heidkamp, der als Pumpenmeister auf dem Schlachtkreuzer Seydlitz während der Schlacht auf der Doggerbank am 24. Januar 1915 mit bloßen Händen die glühenden Flutventile öffnete, um eine Explosion der Munitionskammern zu verhindern.
Nach dem Stapellauf wurde das Schiff zur Fertigstellung an die Ausrüstungspier der Werft verholt. Am 20. Juni 1939 erfolgte die Indienststellung für die 4. Zerstörerdivision. Es war vorgesehen, diesen Zerstörer nach der Einfahr- und Ausbildungszeit als Nachfolger von Leberecht Maass als Führerzerstörer des F. d. T. (Führers der Torpedoboote) zu verwenden. Kommandant war während der gesamten Dienstzeit des Schiffes der Korvettenkapitän Hans Erdmenger.

### Kriegseinsätze 1939
Bei Kriegsausbruch am 1. September 1939 lag die Wilhelm Heidkamp, zugehörig zur 2. Z.-Flottille zur Turbinenreparatur in Kiel in der Werft. Am 10. September lief der Zerstörer nach Reparatur der Backbord-Turbine aus und traf am selben Tag in Swinemünde ein. Dort ging der F. d. T. Konteradmiral Günther Lütjens an Bord.
Am 25. September ankerte das Schiff, aus der Ostsee kommend, auf der Reede vor Wilhelmshaven. Am 28. September abends lief die Wilhelm Heidkamp mit dem F. d. T. und sechs anderen Zerstörern zum Handelskrieg in das Skagerrak aus. Dabei wurden insgesamt 58 ausländische Handelsschiffe angehalten und untersucht. Neun davon wurden zur Prisenverhandlung nach Kiel geschickt, wohin die Wilhelm Heidkamp mit drei anderen Zerstörern am 30. September nachmittags zurückkehrte.
Am 6. Oktober marschierte sie mit vier anderen Zerstörern durch den Kaiser-Wilhelm-Kanal in die Nordsee, am 7. Oktober nachmittags fuhr sie von der Jade her in die Elbmündung. Am 8. Oktober sammelte sie mit vier weiteren Zerstörern in der Deutschen Bucht auf die Gneisenau. Sie gehörte nun zu einem vom Flottenchef, Vizeadmiral Wilhelm Marschall, geführten Verband, der am 9. Oktober die südnorwegische Küste erreichte. Nach der Rückkehr am 10. Oktober wurde der Zerstörer zur Erledigung von Instandsetzungsarbeiten in die Deutschen Werke verlegt.
Am 14. Oktober wurde die Wilhelm Heidkamp dort entlassen und kehrte mit dem F. d. T. durch den Kaiser-Wilhelm-Kanal am 15. Oktober nach Wilhelmshaven zurück. Am 17. Oktober lief sie mit fünf anderen Zerstörern zur Durchführung einer offensiven Minenunternehmung am Humber aus. Am 18. Oktober dort eingetroffen, sicherte sie als Führungszerstörer die Wurfaktionen der anderen Schiffe. Am Nachmittag trafen die deutschen Zerstörer in Wilhelmshaven ein. Sieben Handelsschiffe sanken später auf diesen Minen.
Am 20. Oktober lief die Wilhelm Heidkamp mit drei anderen Zerstörern in Kiel ein. Am 21. Oktober holte Konteradmiral Lütjens seine Flagge nieder, da er zum B. d. A. (Befehlshaber der Aufklärungsstreitkräfte) ernannt worden war. Am 21. Oktober verließ der Zerstörer Kiel und traf kurz vor Mitternacht in Swinemünde ein.
Der neue F. d. Z. (Führer der Zerstörer) Kapitän zur See und Kommodore Friedrich Bonte stieg am 26. Oktober mit seinem Stab in Swinemünde auf der Wilhelm Heidkamp ein und setzte seinen Stander. Am 27. Oktober lief das Schiff aus, um in der Ostsee am Torpedoübungsschießen teilzunehmen. Dieses fiel zunächst wegen schlechten Wetters aus und wurde am 30. Oktober nachgeholt. Kurz nach Mitternacht am 31. Oktober traf der Zerstörer wieder in Swinemünde ein.
Ab 1. November nahm der Zerstörer mit dem F. d. Z. an Verbandsübungen in der Ostsee teil. Diese waren am 3. November beendet, die Wilhelm Heidkamp und die anderen Zerstörer machten in Swinemünde fest. Am 5. November lief sie mit drei anderen Zerstörern von Swinemünde durch den Kaiser-Wilhelm-Kanal in die Nordsee. Am 6. November traf sie in Wilhelmshaven ein.
Wegen eines Kesselgebläseschadens konnte sie an einem abgebrochenen Minenunternehmen am 8. November nicht teilnehmen. Am 9. November vormittags war sie wieder einsatzbereit. Am 10. November lief sie mit dem F. d. Z. und vier anderen Zerstörern aus, um das Minenunternehmen an der englischen Ostküste nachzuholen. Wie schon am 8. November musste das Unternehmen wegen eines Schadens auf Z 19 Hermann Künne vorzeitig abgebrochen werden. Am 12. November lief sie mit sechs anderen Zerstörern erneut aus. Am 13. November sicherte sie als Führungsboot das Minenwerfen von drei anderen Zerstörern vor der Themsemündung. Abends ankerte sie wieder auf der Jade. Auf den Minen sanken der Zerstörer Blanche und 13 Handelsschiffe.
Danach lag das Schiff auf der Schillig-Reede vor Anker. Am 24. November lief die Wilhelm Heidkamp zum Marsch in die Ostsee aus und traf am 25. November in Swinemünde ein. Am 27. November wurde sie zur Erledigung der Maschinenüberholung bei den Stettiner Oderwerken entlassen.
Bis zum 24. Dezember 1939 lag die Wilhelm Heidkamp nun in Stettin. Noch am selben Tag lief sie in Wilhelmshaven ein und der F. d. Z. begab sich mit seinem Stab dort wieder an Bord.

### Kriegseinsätze Anfang 1940
Vom 1. bis zum 5. Januar 1940 war sie nicht einsatzbereit wegen Störungen an Kreiselkompass und Fahrventil sowie wegen noch durchzuführender Funkbeschickung. Da sie am 6. Januar erneut fahrunklar war, nahm sie nicht an einem Minenunternehmen dieses und des folgenden Tages teil.
Am 10. Januar lief sie mit dem F. d. Z. an Bord und fünf anderen Zerstörern zum Legen einer Minensperre vor Newcastle aus. Am 11. Januar abends waren die Schiffe wieder in Wilhelmshaven. Vom 25. bis 26. Januar nahm sie an einem Vorstoß ins Skagerrak teil. Vom 9. bis 10. Februar deckte sie zwei Zerstörergruppen beim Minenwerfen vor der englischen Ostküste. Auf den hier gelegten Minen gingen in den folgenden Tagen insgesamt neun Handelsschiffe verloren.
Am 18. Februar verließ sie im Rahmen des Unternehmens „Nordmark“ mit u. a. den Schlachtschiffen Scharnhorst und Gneisenau Wilhelmshaven. Der Verband suchte ergebnislos nach britischem Geleitverkehr und kehrte am 20. Februar nach Wilhelmshaven zurück. Die nächste Aktion, an der sie teilnahm, war eine Vorpostenunternehmung mit insgesamt sechs Zerstörern in die Deutsche Bucht vom 2. bis 3. März. Danach verhinderten starker Frost und Eisgang weitere Zerstörereinsätze.

### Unternehmen Weserübung
Beim Unternehmen Weserübung war Kommodore Bonte auf der Wilhelm Heidkamp, ein Schiff der 3. Zerstörerflottille unter Fregattenkapitän Gadow, Führer der Kriegsschiffgruppe 1, die Heereseinheiten nach Narvik zu bringen hatte. Am 4. April 1940 lief der Zerstörer in Wesermünde ein. Am 6. April wurde er wie die neun anderen Zerstörer an der Columbuskaje mit Material und 200 Gebirgsjägern beladen. Auch der Kommandeur der 3. Gebirgsdivision Eduard Dietl und sein Stab fanden sich auf dem Schiff ein.
Um 23 Uhr legten die zehn Zerstörer ab und versammelten sich auf der Unterweser. Am 7. April gegen 3 Uhr trafen sie in der Deutschen Bucht mit den Schiffen der Kriegsschiffgruppe 2 zusammen. In der schweren See auf dem Weg nach Narvik schnitt am 8. April die Wilhelm Heidkamp wiederholt mit der ganzen Back unter und kam erst durch energisches Heruntergehen mit der Fahrt wieder hoch. Eine Kollision mit dem Zerstörer Anton Schmitt konnte nur mit Mühe vermieden werden.
Am 8. April abends wurde die Kriegsschiffgruppe 1 zur Besetzung von Narvik in den Vestfjord entlassen. Am Morgen des 9. April fuhr sie in den Ofotfjord ein. Sieben der zehn Zerstörer blieben zur Sicherung und zur Entladung der Truppen zurück, so dass um 5.10 Uhr nur Wilhelm Heidkamp, Georg Thiele und Bernd von Arnim vor der Einfahrt von Narvik erschienen.
Aus dem Schneetreiben heraus feuerte das im Hafen befindliche, 40 Jahre alte norwegische Küstenpanzerschiff Eidsvold einen scharfen Schuss vor den Bug der Wilhelm Heidkamp und forderte sie durch ein Flaggensignal zum Stoppen auf. Die Wilhelm Heidkamp stoppte, während die beiden anderen Zerstörer in den Hafen von Narvik einliefen. Das einzige durch den Sturm noch unbeschädigte Boot der Wilhelm Heidkamp brachte den 2. Admiralstabsoffizier des F. d. Z. Korvettenkapitän Gerlach und einen Signalmaat zur Eidsvold.

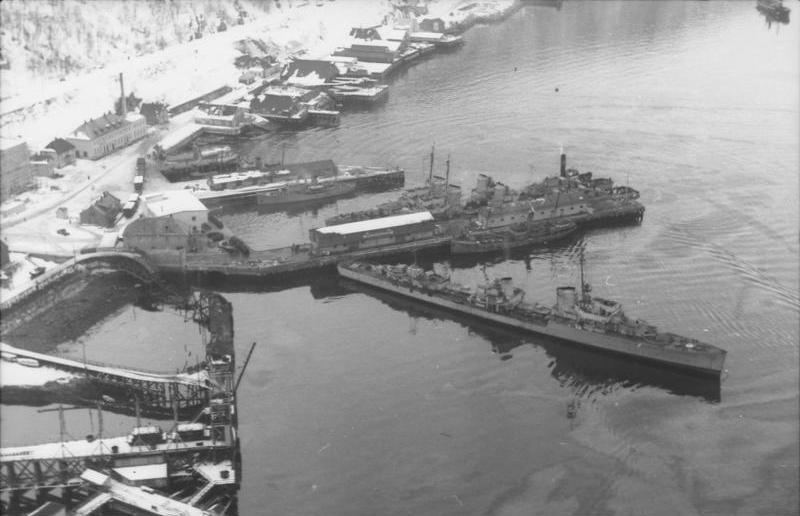
Deutsche Zerstörer im Hafen von Narvik

Gerlach forderte den Kommandanten der Eidsvold Willoch auf, sich zu ergeben, was dieser ablehnte. Noch während der Verhandlungen richtete das Küstenpanzerschiff seine Geschütze auf den Zerstörer. Gerlach verließ das norwegische Schiff und gab mit einer Signalpistole das verabredete Alarmsignal. Ehe das 40 Jahre alte Küstenpanzerschiff einen Schuss abgeben konnte, ging die Wilhelm Heidkamp mit hoher Fahrt an und schoss einen Torpedovierfächer ab. Mindestens zwei der Torpedos trafen, worauf die Eidsvold auseinanderbrach und in wenigen Sekunden sank.
Um etwa 5.15 Uhr lief die Wilhelm Heidkamp in den Hafen von Narvik ein, wo die Bernd von Arnim inzwischen das alte Küstenpanzerschiff Norge versenkt hatte, ankerte in der Nähe der Postpier und begann mit der Truppenentladung. Um 14.30 Uhr machte die Wilhelm Heidkamp nach Beendigung der Truppenentladung zur Brennstoffergänzung am Versorgungsschiff Jan Wellem fest. Erst gegen 23 Uhr war die Ölergänzung beendet.

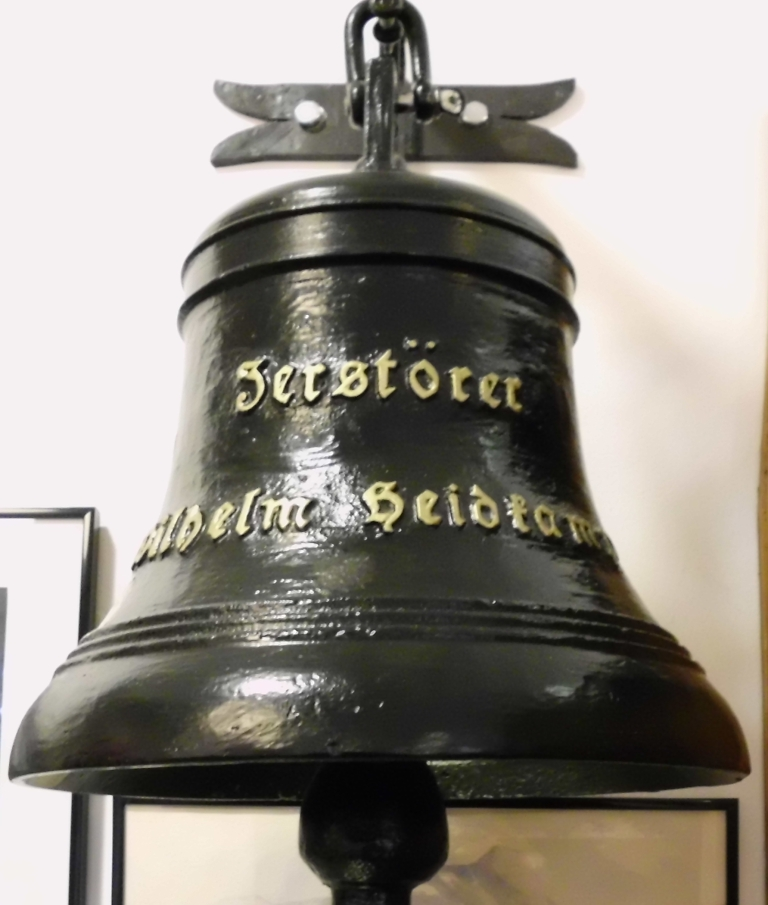
Die Schiffsglocke der Wilhelm Heidkamp

In den frühen Morgenstunden des 10. Aprils 1940 lief unbemerkt die britische II. Zerstörerflottille mit fünf Zerstörern unter Captain Bernard Warburton-Lee in den Ofotfjord ein. Gegen etwa 5.30 Uhr (deutsche Zeit) überfielen im ersten Gefecht der Schlacht um Narvik die Briten mit Artillerie und Torpedos die im Hafen ankernden deutschen Zerstörer. Kurz danach traf ein Torpedo die Wilhelm Heidkamp in Höhe der Abteilung III. Hiervon explodierte die achtere Munitionskammer, durch die das Achterschiff bis zum Turbinenraum I abgerissen wurde. Alle im Achterschiff befindlichen Besatzungsmitglieder sowie Kommodore Bonte und sein Stab, insgesamt 81 Mann, kamen dabei um. Das übrige Wrack blieb schwimmfähig und wurde nach dem Ende des Gefechtes am schwedischen Dampfer Oxelösund festgemacht. Die Besatzung barg aus dem noch schwimmenden Vorschiff alle verwendbaren Waffen, Munition, Geräte und Vorräte. Am 11. April gegen 6.11 Uhr kenterte und sank das Schiff im Hafen von Narvik.

## Verbleib
Das Wrack wurde in den 1960er Jahren gehoben und in die Nähe des Flughafens Narvik bei Framness geschafft, um den Schiffsverkehr im Hafen zu erleichtern. Es liegt auf Position 68° 26′ 5″ N, 17° 22′ 38″ O in einer Tiefe von 12 bis 20 Metern im Wasser.